# Таупо
Таупо (на английски: Lake Taupo) е кратерно езеро, разположено на Северния остров на Нова Зеландия.
С площ от 616 km² и дълбочина от 186 метра Таупо е най-голямото сладководно езеро в Нова Зеландия и в цяла Океания. Езерото се отводнява от река Уайкато, която е най-дългата река в Нова Зеландия.

## Формиране на езерото
Езерото се намира в калдерата на вулкан Таухара, образувана от вулканично изригване преди 26 500 години. Според геолози, вулканът е бил изригнал 28 пъти в последните 27 000 години. Последното от тези изригвания, познато като изригването Оруануй, било най-мощното от всички. Вулканът изхвърлил 1170 километра³ пепел, което предизвикало стотици квадратни километри земя от върха на вулкана да се сринат, образуващо калдерата. Тази калдера се напълнила с вода, създаваща езеро Таупо.

## Туристически атракции
Езеро Таупо е известна туристическа дестинация. Градът, разположен на бреговете на езерото привлича над 1,2 милиона посетители годишно. Таупо е световноизвестно измежду рибарите на пъстърва. Преди около 100 г. е била пусната първата пъстърва в Таупо, а днес езерото приютява една от най-големите колекции на този вид риба в света. На няколко минути от езерото е и паркът Тонгариро, първият национален парк в Нова Зеландия, създаден през 1887 г., който днес е световно природно наследство на ЮНЕСКО. Но едно от най-забележителните атракции е 10-метровата скала с издълбан надпис от 1979 г., предназначен за „предпазването на езерото от бъдещи изригвания“.

## Температура
Температурата на езерото е умерена. Максималните температури варират от 24 °C през януари до 15 °C през юли, докато нощните температури варират от 16 °C през лятото до 5 °C през зимата. Повечето от дъжда пада през лятото.

## Галерия
- Езерото
- Сателитна снимка
- Издълбаната скала
- Изглед към езерото